# 軟蝟甲
軟蝟甲是金庸武俠小說《射鵰英雄傳》和《神鵰俠侶》內的一件甲胄，是「東邪」黃藥師送給妻子冯氏的定情之物，後來黃藥師把它交給二人的獨生女黃蓉。這軟蝟甲，刀槍不入並可防禦內家拳掌。而且滿佈倒刺鈎，如肉掌擊於其上，必為其所傷。本身沒有毒，但因後來被「江南七怪」中的南希仁的毒血所沾，以致肩上某部份染有西毒歐陽鋒的獨門劇毒，後來楊康因正打中軟蝟甲上沾有毒的位置而慘死於嘉興鐵槍廟內。最後黃蓉再把軟蝟甲傳給女兒郭芙。